# Third Cambridge Catalogue of Radio Sources
En astronomie, le Third Cambridge Catalogue of Radio Sources (Troisième catalogue de Cambridge de sources radio) est le troisième catalogue astronomique de sources radio produit par le Laboratoire Cavendish à Cambridge dans les années 1950, par une équipe comprenant Antony Hewish, Martin Ryle et Francis Graham-Smith. Il a été publié en 1959 et est toujours considéré comme un des catalogues les plus importants de sources radio.
Les sources de ce catalogue sont indexées par une désignation commençant par 3C, comme 3C 273 qui a été le premier objet identifié comme un quasar.